# Saint-Étienne-de-Tulmont
Saint-Étienne-de-Tulmont – miejscowość i gmina we Francji, w regionie Oksytania, w departamencie Tarn i Garonna.
Według danych na rok 1990 gminę zamieszkiwało 2210 osób, a gęstość zaludnienia wynosiła 105 osób/km² (wśród 3020 gmin regionu Midi-Pireneje Saint-Étienne-de-Tulmont plasuje się na 160. miejscu pod względem liczby ludności, natomiast pod względem powierzchni na miejscu 529.).